# Mapania micrococca
Mapania micrococca là loài thực vật có hoa trong họ Cói. Loài này được (T.Koyama) D.A.Simpson mô tả khoa học đầu tiên năm 1996.